# Alcantarea
Alcantarea es un género con 19 especies de plantas  perteneciente a la familia Bromeliaceae subfamilia Tillandsioideae. En Kew aparece como una sinonimia del género Vriesea.

## Taxonomía
El género fue descrito por Nicholas Edward Brown(E.Morren) Harms y publicado en Notizblatt des Botanischen Gartens und Museums zu Berlin-Dahlem 10: 802. 1929. La especie tipo es: Alcantarea regina
Etimología;
Alcantarea: nombre genérico otorgado en homenaje a Pedro de Alcántara (1840-1889), segundo emperador de Brasil.

## Especies
| - Alcantarea benzingii - Alcantarea brasiliana - Alcantarea burle-marxii - Alcantarea duarteana - Alcantarea edmundoi - Alcantarea extensa - Alcantarea farneyi - Alcantarea geniculata - Alcantarea glaziouana - Alcantarea hatschbachii - Alcantarea heloisae | - Alcantarea imperialis - Alcantarea nahoumii - Alcantarea nevaresii - Alcantarea odorata - Alcantarea paniculata - Alcantarea panniculata - Alcantarea regina - Alcantarea roberto-kautskyi - Alcantarea vinicolor |